# Řád za sportovní zásluhy (Kamerun)
Řád za sportovní zásluhy (francouzsky Ordre du Mérite Sportif) je státní vyznamenání Kamerunské republiky založené roku 1970. Udílen je občanům Kamerunu i cizím státním příslušníkům za sportovní úspěchy a rozvoj sportu.

## Historie
Řád byl založen dne 20. května 1970 zákonem č. 70/LF/10. Byl reformován zákonem N° 72/24 ze dne 30. listopadu 1972 O kamerunských státních vyznamenáních. Hlavou řádu je úřadující prezident Kamerunu, který schvaluje nominace předkládané ministrem sportu.

## Pravidla udílení
Řád je udílen občanům Kamerunu i cizincům za jejich mimořádný přínos k rozvoji tělesné kultury a sportu, za sportovní úspěchy a další aktivity, které zvyšují mezinárodní sportovní prestiž Kamerunu. Řád je udílen postupně od nejnižšího stupně. Podmínkou pro udělení řádu je dosažení věku minimálně 25 let. Ve výjimečných případech mohou být tyto podmínky ignorovány. Před rokem 1972 bylo udělení řádu II. třídy možné nejdříve po pěti letech od udělení řádu nižší třídy. V roce 1972 byl požadavek snížen na tři roky. Udělení nejvyšší třídy je možné nejdříve po pěti letech od předchozího udělení II. třídy. Vyznamenání může být uděleno i posmrtně. Počet těchto vyznamenání, která mohou být každoročně udělena, je omezen. Vyznamenání je každoročně udíleno 20. května.

## Třídy
Řád je udílen ve třech třídách:
- zlatá medaile
- stříbrná medaile
- bronzová medaile

## Insignie
Řádový odznak má kulatý tvar o průměru 38 mm. Vyroben je z bronzu. Ke stuze je připojen pomocí jednoduchého očka. Na přední straně je vyobrazena lví hlava s otevřenou tlamou, kolem níž je vavřínový věnec. Nad hlavou jsou tři olympijské kruhy zdobené zeleným, červeným a žlutým smaltem. Na zadní straně je ve středu nápis MERITE SPORTIF. Při vnějším okraji medaile je nápis, který se během let měnil. V letech 1970 až 1972 byl v horní části nápis REPUBLIQUE FEDERALE DU CAMEROUN a ve spodní části PAIX • TRAVAIL • PATRIE. V letech 1972 až 1984 byl v horní části nápis REPUBLIQUE UNIE DU CAMEROUN a ve spodní části UNITED REPUBLIC OF CAMEROON. Od roku 1984 je nápis nahoře REPUBLIQUE DU CAMEROUN a dole REPUBLIC OF CAMEROON.
Stuha z hedvábného moaré je široká 34 mm. V letech 1970 až 1972 byla stuha zelená s pruhy červené a žluté barvy širokými 3 mm při obou okrajích. Uprostřed stuhy byli svislé žluté pruhy v případě I. třídy tři pruhy, v případě II. třídy dva pruhy a v případě III. třídy jeden pruh. Na stuze byli dvě pěticípé hvězdičky o průměru 8 mm, v případě III. třídy bronzové, v případě II. třídy postříbřené a v případě I. třídy pozlacené. V letech 1972 až 1984 byla stuha modrá. Od roku 1984 je stuha stuha zelená s pruhy červené a žluté barvy při obou okrajích.